# Горницкая, Эдда Абрамовна
Э́дда (Э́да) Абра́мовна Горни́цкая (Цукерште́йн-Горни́цкая) (26 июня [8 июля] 1892,  Гродно — 15 июля 1972, Ленинград) — советский педиатр, доктор медицинских наук, основатель и профессор кафедры факультетской педиатрии Первого Ленинградского медицинского института им. И. П. Павлова. Житель блокадного Ленинграда.

## Биография

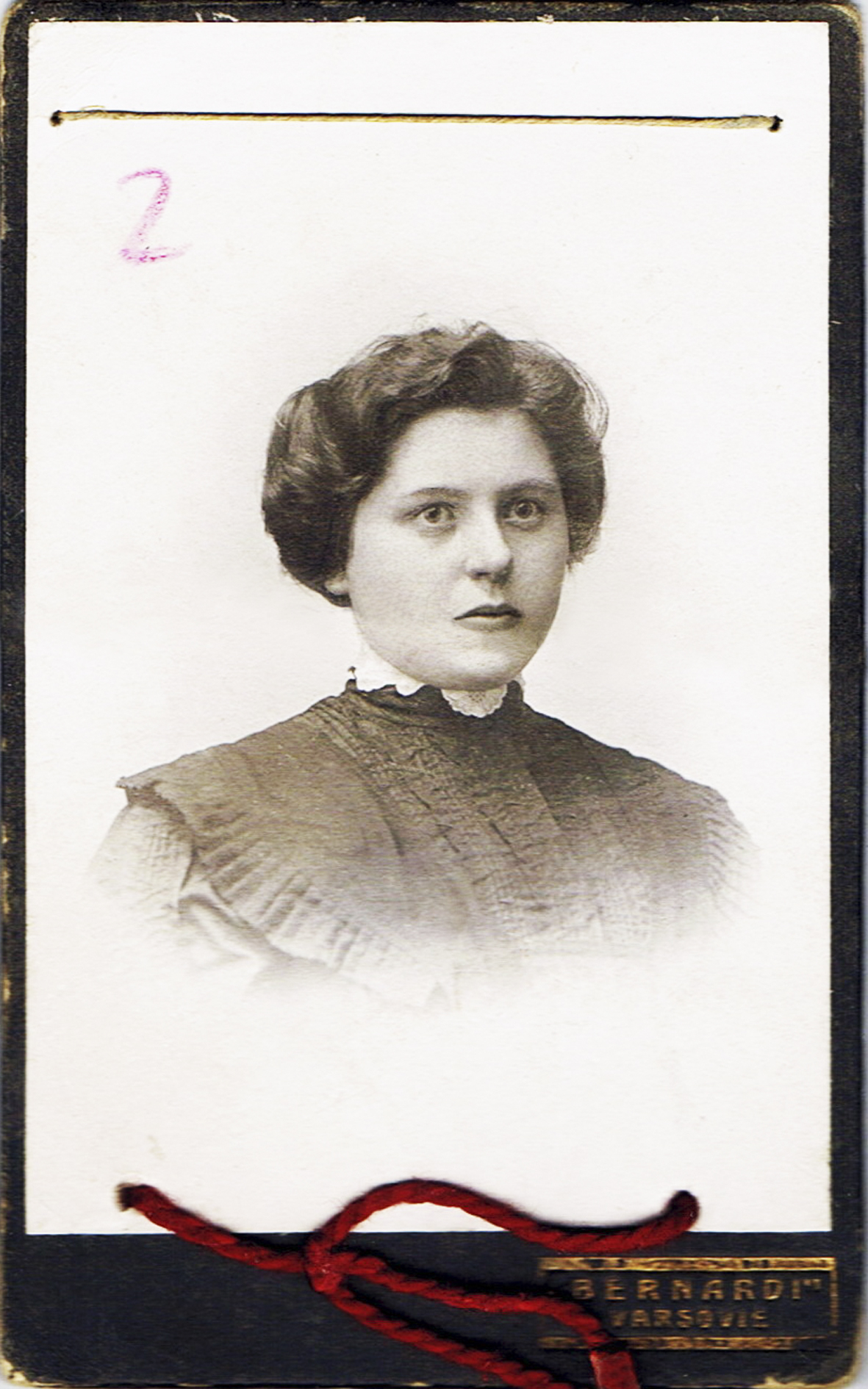
Эдда Горницкая — студентка Киевского университета, 1910

Родилась в еврейской семье гродненского мещанина, основным родом деятельности которого была коммерция. Детские годы Эдда Горницкая провела в Варшаве, где в 1909 году с золотой медалью окончила женскую гимназию. Образование продолжила в Киеве, поступив в 1910 году на медицинский факультет Киевского университета св. Владимира.
Учёба дважды прерывалась. Сначала из-за участия в студенческих беспорядках Эдда Горницкая была исключена из университета, правда, через год — восстановлена. Второй раз учиться помешала Первая мировая война, после начала которой Киев превратился в едва ли не главную госпитальную базу Юго-Западного фронта. В городе было развёрнуто большое число эвакогоспиталей, заполненных ранеными, число которых непрерывно росло. Оставив аудитории, студенты университета работали в госпиталях наравне с их штатными сотрудниками. Формально университет не прекращал своей деятельности, но фактически возможности завершить образование почти не осталось.
В 1915 году Э. А. Горницкая перевелась в Императорский Саратовский университет, состоящий в те годы из одного лишь медицинского факультета. Его, с получением звания лекаря, она окончила в 1916 году.
Начало трудовой деятельности Э. А. Горницкой совпало с Революцией и Гражданской войной в РСФСР. Оставшись в Саратове, она оказалась свидетелем неоднократных попыток белых захватить город. В этих условиях врачей в городе почти не осталось. Несмотря на возраст, по распоряжению большевиков Эдда Абрамовна оказалась среди тех, на кого были возложены обязанности по организации саратовского здравоохранения. В 1918 году она была назначена членом коллегии местного Губздравотдела, возглавив в нём Отдел охраны материнства и младенчества, а также стала членом коллегии областного Отдела народного образования.
Карьера в Саратове складывалась весьма успешно, но выйдя замуж за ассистента терапевтической клиники медицинского факультета 2-го МГУ Евгения Израилевича Цукерштейна, в 1921 году Э. А. Горницкая всё оставила и переехала в Москву. Она была принята на должность заведующей небольшого опытно-показательного дома младенца в Божениновском переулке, д. № 20 и одновременно возглавила санаторий «Малютка» на Николо-Ямской улице, д. № 61. Впервые именно в этих двух учреждениях Эдда Абрамовна занялась исследовательской работой. На этом этапе творческой деятельности её научные интересы лежали в плоскости изучения психологии раннего детского возраста. По этой причине и первым научным наставником Эдды Абрамовны оказался не врач, а профессор педагогики К. Н. Корнилов.

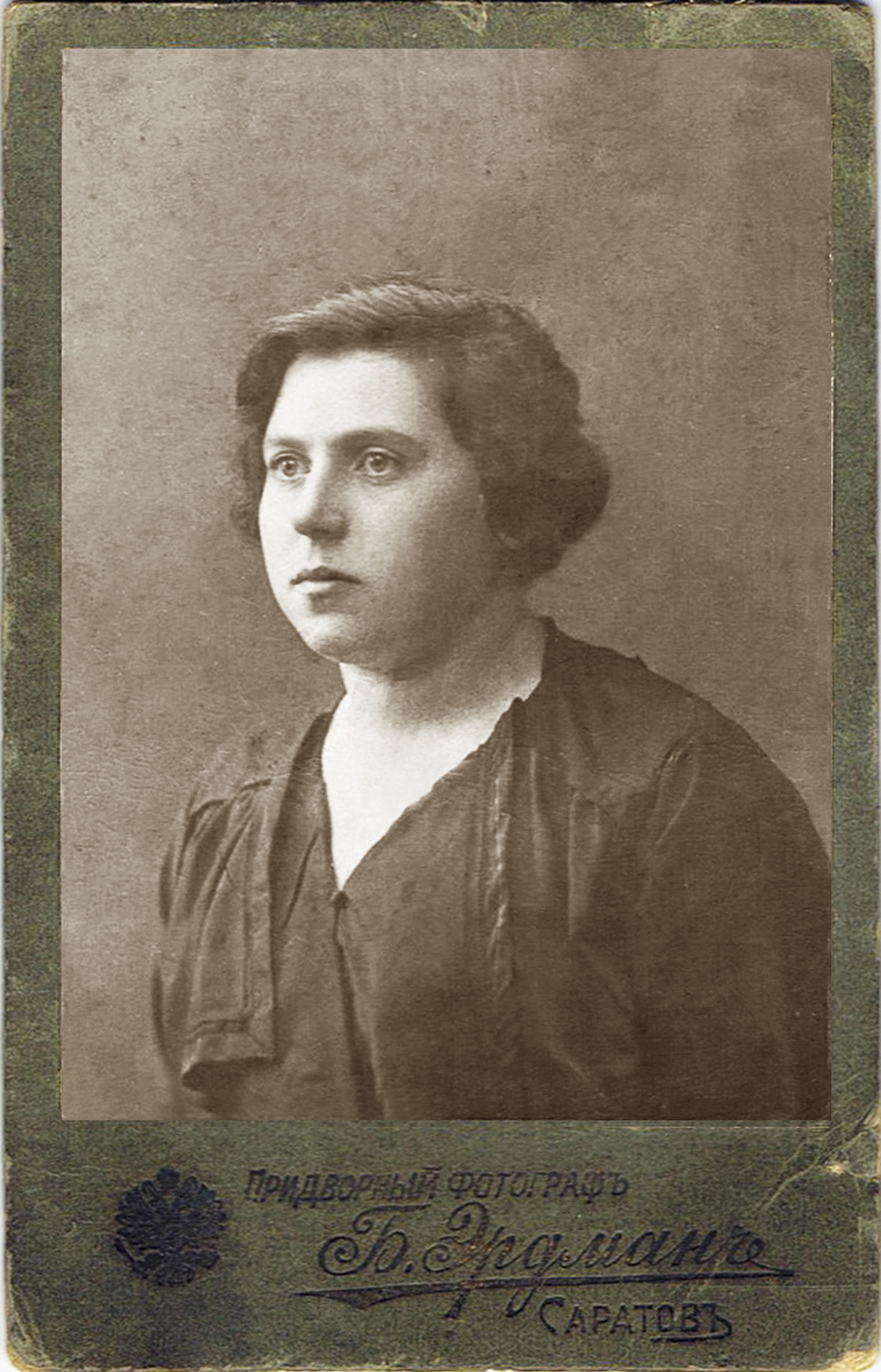
Э. Горницкая после окончания Саратовского университета, 1916

В 1922 году Э. А. Горницкая получила приглашение на должность сверхштатного ординатора, затем — ассистента детской клиники медицинского факультета 2-го МГУ, руководимой профессором А. А. Киселём. Спустя год аналогичное предложение поступило и от профессора В. И. Молчанова из 1-го МГУ. Довольно скоро Эдда Абрамовна завоевала заслуженный авторитет среди коллег как талантливый клиницист, учёный и педагог. В 1927 году, когда в силу политической обстановки в стране международные контакты с учёными других стран были существенно ограничены, Э. А. Горницкая оказалась среди немногих советских врачей, кому посчастливилось стажироваться в ведущих клиниках Германии. В Берлине она работала под руководством знаменитого профессора Адальберта Черни, затем — в Гамбурге в отделении детей грудного возраста профессора Пондека и, наконец, в лаборатории Людвига Пинкуссена выполнила экспериментальную работу по исследованию влияния серы на обмен веществ. С возвращением в Москву перед Э. А. Горницкой открывались весьма привлекательные перспективы дальнейшего профессионального роста в столице, но вскоре вновь последовали перемены.
В январе 1931 года муж Эдды Абрамовны Е. И. Цукерштейн был избран на должность приват-доцента кафедры терапии № 1 Ленинградского государственного института усовершенствования врачей. Вслед за мужем в Ленинград переехала и Э. Г. Горницкая. В городе, где её никто не знал, уже в 1932 году она возглавила едва ли не самую популярную детскую больницу им. К. А. Раухфуса и, тем самым, оказалась первой женщиной, занявшей пост её главного врача. В том же году на недавно открытой в 1-м Ленинградском медицинском институте кафедре педиатрии № 2 профессора П. С. Медовикова была создана самостоятельная доцентура, на заведование которой была приглашена Э. А. Горницкая.

### Первая в Ленинграде женщина — профессор педиатрии

Профессор Э. А. Горницкая (1-я слева, вверху) в выпускном альбоме 1-го ЛМИ. Выпуск 1933—1937 гг.

Кафедра педиатрии № 2 в 1-м ЛМИ возникла не случайно. Это были как раз те годы, когда в Ленинграде делались первые шаги по организации первичного педиатрического образования. До этого традиционно во всём мире педиатры готовились исключительно в рамках последипломного усовершенствования. В этой связи в 1-м ЛМИ был организован педиатрический факультет, что потребовало создания новых кафедр педиатрии. К уже имевшейся кафедре педиатрии лечебного факультета, которую ещё до Революции создал в Женском медицинском институте профессор Д. А. Соколов, должны были добавиться три новых кафедры. По этой причине доцентура Э. А. Горницкой при кафедре педиатрии № 2 планировалась как промежуточный этап перед организацией под её руководством кафедры педиатрии № 3.
Выбор на Э. А. Горницкой в качестве руководителя будущей кафедры не был случайным. Любая кафедра сильна своими клиническими базами. С момента организации первой кафедры педиатрии в институте её главной клинической базой всегда оставалась детская больница им. Н. Ф. Филатова. Начиная с 20-х годов, руководил ей, как и самой кафедрой педиатрии лечебного факультета, профессор Н. И. Красногорский, клинической же базой для кафедры Э. А. Горницкой естественным образом должна была стать возглавляемая ею детская больница им. К. А. Раухфуса.
В 1934 году доцентура Э. А. Горницкой, как и планировалось, была преобразована в кафедру педиатрии № 3 (факультетскую). Однако, уже в 1938 году в связи с организацией Ленинградского педиатрического медицинского института педиатрический факультет в 1-м ЛМИ был ликвидирован. Отпала и надобность в нескольких педиатрических кафедрах. В связи с организацией в 1-м ЛМИ военно-морского медицинского факультета из четырёх кафедр педиатрии решено было оставить только две. Тем не менее, именно кафедра, возглавляемая Эддой Абрамовной, а не кафедра профессора Н. И. Красногорского оказалась в составе лечебного факультета. При этом она разделила с первой кафедрой педиатрии и её клиническую базу — детскую больницу им. Н. Ф. Филатова. Второй клинической базой кафедры в довоенные годы стал областной НИИ охраны здоровья детей и подростков. Одновременно с этими преобразованиями, после защиты годом ранее докторской диссертации «Этиология и патогенез геморрагических колитов», Э. А. Горницкая была утверждена в звании профессора и оставила должность главного врача детской больницы им. К. А. Раухфуса.
С началом Великой Отечественной войны вплоть до октября 1942 года Э. А. Горницкая продолжала работать в осаждённом Ленинграде. Помимо заведования кафедрой, где до весны продолжался учебный процесс, она широко консультировала больных в госпиталях и ряде детских медучреждений. Основным предметом её забот оставалась детская больница им. Н. В. Филатова. Ужавшись до 50 коек, она функционировала в бомбоубежищах, расположенных в подвалах клинических корпусов. Здесь Эдда Абрамовна и проводила почти ежедневные свои обходы.
Важнейшей составляющей её деятельности в этот тяжёлый год стала подготовка и переподготовка врачей и медицинских сестёр фронтового звена, а также санитарно-просветительская работа.
Осенью 1942 года в связи с принятым решением об организации в Сибири нового медицинского института, часть сотрудников 1-го и 2-го Ленинградских медицинских институтов были направлены в Красноярск. Получив соответствующее предписание, вместе с семьёй выехала туда и профессор Э. А. Горницкая. В Красноярске, буквально на пустом месте ей пришлось организовать и возглавить кафедру детских болезней. Одновременно Эдда Абрамовна широко консультировала пациентов детских больниц, а также эвакогоспиталей, расположенных в Красноярском крае. В 1943 году она организовала и возглавила Общество детских врачей Красноярска, неустанно занималась повышением квалификации врачей-педиатров.
Вернувшись в Ленинград, Э. А. Горницкая вновь возглавила свою кафедру педиатрии в 1-м ЛМИ. Она оставалась в этой должности до 1968 года, когда передав руководство кафедрой своей ученице, профессору К. М. Сергеевой, осталась на ней консультантом.
Профессор Э. А. Горницкая прожила ещё 4 года и скончалась через несколько дней после своего юбилея. Тогда в день своего 80-летия, принимая на даче в Комарове коллег, приехавших её поздравить, Эдда Абрамовна  узнала, что администрация института — оказывается, — её уже уволила, даже не сочтя нужным сообщить ей о своём решении. Внук Эдды Абрамовны считает, что «…в таких случаях сложно говорить о причинно-следственных связях, но это увольнение стало для неё очень тяжёлым ударом, на следующий день ей стало плохо, и через несколько дней она умерла».
Похоронена первая женщина — профессор педиатрии на Серафимовском кладбище Ленинграда («Коммунистическая площадка») рядом со своим мужем — профессором Евгением Израилевичем Цукерштейном.

## Семья

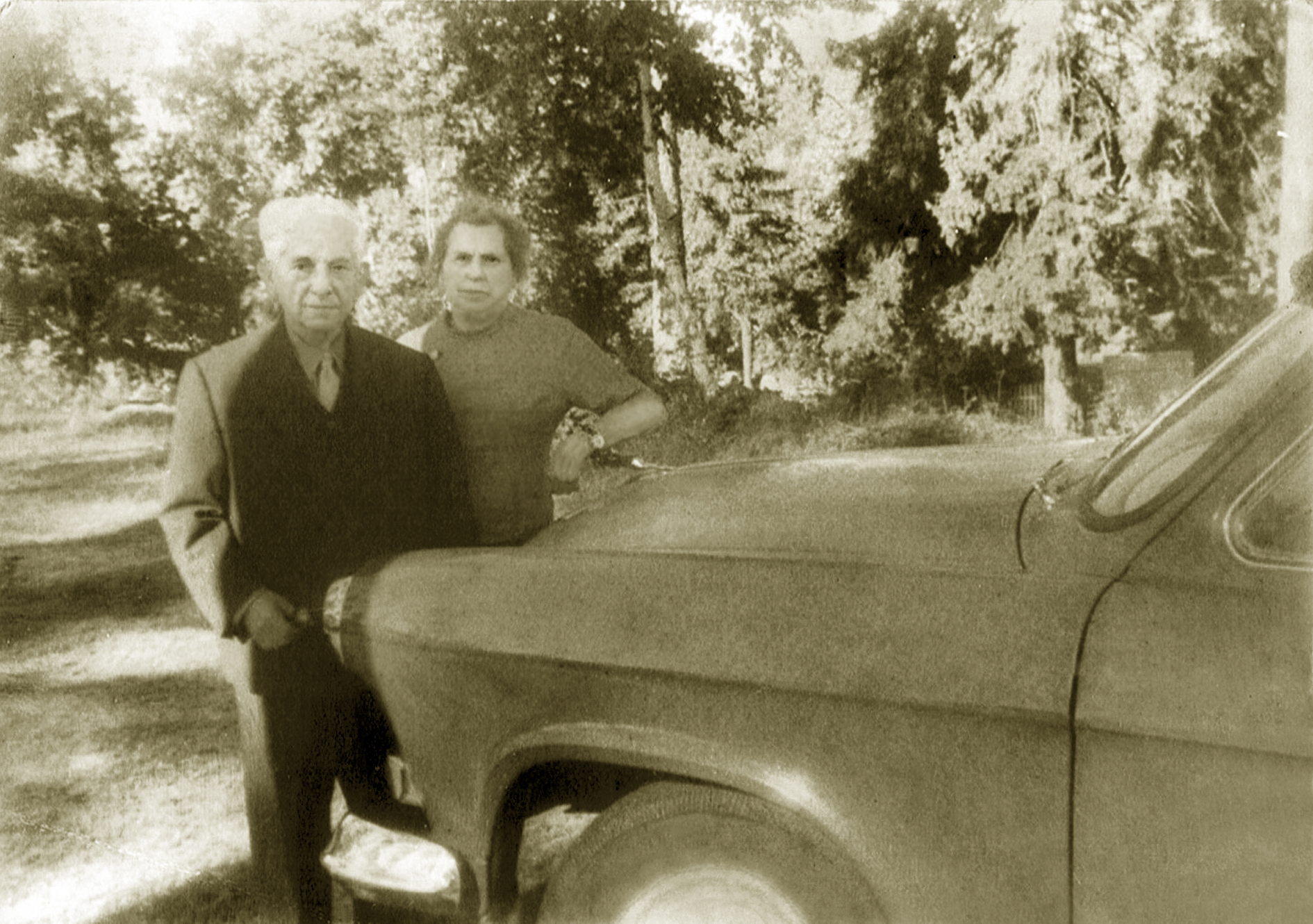
Профессор Э. А. Горницкая с мужем, профессором кафедры внутренних болезней ЛенГИДУВ’а Е. И. Цукерштейном. Комарово, 1960 г.

- Муж — Евгений Израилевич Цукерштейн[3] (1885—1962, Ленинград), доктор медицинских наук, профессор, декан медицинского факультета 2-го Московского университета; первый ректор 2-го Московского медицинского института (1930—1931); заведующий кафедрой терапии № 1 Ленинградского ГИДУВ’а[13]. По свидетельству внука, в годы репрессий, во многом благодаря активным действиям Эдды Абрамовны Горницкой, её мужу Е. И. Цукерштейну удалось избежать заключения:

«Когда деда в 1938 году арестовали, бабушка, как это было весьма принято тогда, не отреклась от него, а написала письмо в его защиту и ходила с этим письмом к коллегам, чтобы те подписали. И нашлись такие, что подписали. И деду, и бабушке с её письмом, конечно, повезло. Вскоре после ареста деда арестовали Ежова, начался период бериевской „либерализации“, так что в итоге деда на суде оправдали, а бабушку не тронули».— 
- - Сын — Оскар Евгеньевич Цукерштейн-Горницкий (1922, Москва — 2005, Ленинград), окончил Ленинградскую Военно-морскую медицинскую академию, врач-кардиолог, доктор медицинских наук. Был женат на киноведе Нине Сергеевне Горницкой.
    - Внук — Владимир Оскарович Цукерштейн-Горницкий (род. 23 июня 1945), инженер, проживает в Израиле.

## Вклад в педиатрическую науку и практику
- Э. А. Горницкая запомнилась коллегам как выдающийся клиницист. В Ленинграде на протяжении многих лет она была ведущим консультантом по педиатрии сначала в больнице им. К. А. Раухфуса, а затем в больнице им Н. Ф. Филатова;
- Ранние научные исследования Эдды Абрамовны посвящены изучению системы свертывания крови при разнообразных, преимущественно инфекционных заболеваниях у детей.
- Начиная с 30-х годов её основные научные интересы сконцентрировались в области изучения реактивности детского организма при различных патологических состояниях, прежде всего, при острых колитах детей раннего возраста и ревматизме;
- Вопросами ревматизма Э. А. Горницкая увлеклась ещё в период изучения свертывающей системы крови и возвращалась к этой проблеме на протяжении всей своей научной деятельности. Её монография «Клиника ревматической инфекции у детей» на протяжении многих лет  оставалась настольной книгой для многих педиатров и ревматологов;
- В период блокады Ленинграда Эдда Абрамовна, как и все педиатры города, не могла пройти мимо проблемы дистрофий у детей. Особого внимания заслуживает её опыт применения ограниченных плазма- и гемотрансфузий при глубоких формах дистрофий, который спустя многие годы стал одной из предпосылок к разработке технологии парэнтерального питания и неспецифической заместительной иммунологической терапии;
- Под руководством профессора Эдды Абрамовны Горницкой выполнены 4 докторские и 32 кандидатские диссертации.

## Некоторые научные труды
Профессор Э. А. Горницкая является автором более 100 научных работ. Ниже приводится перечень лишь незначительной их части. Вызывает сожаление тот факт, что многие её рукописи так и остались неопубликованными. В связи с эвакуацией "военный" цикл работ Эдды Абрамовны, выполненный на блокадном материале, так и не вошёл в публиковавшиеся в Ленинграде сборники: «Вопросы педиатрии в дни блокады Ленинграда».
- Горницкая Э. А. Свертываемость крови у детей здоровых и при разных заболеваниях. — «Педиатрия», 1926.
- Горницкая Э. А. Изменения свёртываемости крови и количество пластинок Bizzozero  при крови и скарлатине в связи с учением об анафилактическом характере этих болезней. — «Педиатрия», 1927.
- Горницкая Э. А. Влияние углекислых ванн на сердечно-сосудистую систему. — «Физиотерапия», 1927, № 4.
- Горницкая Э. А. Исследование сахара и кетоновых тел в спинномозговой жидкости и в крови при менингитах и заболеваниях центральной нервной системы. — «Педиатрия», 1928, № 3.
- Горницкая Э. А. Диагностическое значение исследования спинномозговой жидкости при заболеваниях нервной системы у детей. — «Современная медицина», 1929.
- Горницкая Э. А. Заболевания дыхательных путей младшего возраста. — Гос. Мед. изд, 1931.
- Горницкая Э. А., Гринберг, Сакович. Ревматическая инфекция и хорея / Доклад на заседании Общества детских врачей Ленинграда 26.01.1933. — 1933.
- Горницкая Э. А., Гринберг, Сакович. Хорея и ревматизм. — «Клиническая медицина», 1934, № 4.
- Горницкая Э. А. Свертываемость крови : БМЭ. — 1934.
- Горницкая Э. А. Клиника ревматической инфекции у детей / Ревматизм сборник. — 1934.
- Горницкая Э. А. Клиника и этиология колитов у детей. — «Советская врачебная газета», 1934, № 19.
- Горницкая Э. А., Уманский С. И. Особенности электрокардиограмм у детей / Юбилейный сборник научных работ, посвященный пятидесятилетию Государственного института усовершенствования врачей в Ленинграде. 1885-1935. — М.: Изд-во Акад. Наук СССР, 1935.
- Горницкая Э. А. Об организации лечебного питания. — «Советская врачебная газета», 1935, № 13.
- Горницкая Э. А. Инсулинотерапия при гемоколитах у детей. — «Советский врачебный журнал», 1936, № 13.
- Горницкая Э. А. Эффективность лечения в детских больницах / Сборник Здравоохранения в Ленинграде. — 1936.
- Горницкая Э. А. Биологическая реакция Лондона на инсулин при геморрагических колитах у детей. — «Клиническая медицина», 1936, № 5.
- Горницкая Э. А. Этиология и патогенез геморрагических колитов / Тезисы диссертации на соискание степени д-ра мед. наук / Зав. кафедрой 3-й педиатрии, кандидат мед. наук проф. Э. А. Горницкая. — Л.: 1 тип. изд-ва Леноблисполкома и Совета, 1937. — 7 с. — (1-й Ленингр. мед. ин-т им. акад. И. П. Павлова).
- Горницкая Э. А. Распространение и течение ревматизма среди детей Заполярья / Доклад на Всесоюзном съезде по ревматизму. — 1938.
- Горницкая Э. А. Детские поносы и борьба с ними / из клиники Ленингр. ОблНИИ ОЗДиП. — Л., 1939. — 26 с.
- Горницкая Э. А. Дистрофия в детском возрасте в условиях блокады в Ленинграде / Сборник научных работ в Красноярске. — 1943.
- Горницкая Э. А. Роль печени в патогенезе геморрагических колитов у детей. — «Педиатрия», 1944.
- Горницкая Э. А. Ревматизм у детей и борьба с ним. — Л.: Медгиз, 1955. — 32 с. — (Научно-популярная медицинская литература).
- Вопросы патологии детского возраста : Сборник науч. работ, посвящ. 125-летию больницы им. Н.Ф. Филатова  / Ред. коллегия: проф. Э.А. Горницкая (отв. ред.) и др.. — Л.: Медгиз, 1959. — 160 с.
- Горницкая Э. А. Основы учения о ревматизме в детском возрасте. — Л.: Медицина, 1964. — 220 с.

### Неопубликованные рукописи
- Горницкая Э. А. Лимфагранулёматоз в детском возрасте / рукопись. — 1926.
- Горницкая Э. А. К вопросу о серозных менингитах у детей / рукопись. — 1926.
- Горницкая Э. А. Этиология и патогенез геморрагических колитов у детей / рукопись. — 1927.
- Горницкая Э. А. Отдельные результаты изменений сердечно-сосудистой системы при скарлатине  / рукопись. — 1930.
- Горницкая Э. А. Аллергия в патогенезе геморрагических колитов / рукопись. — 1940.
- Горницкая Э. А. К методологии клинической диагностики / рукопись. — 1942.
- Горницкая Э. А. Сульфидинотерапия при пневмониях и менингитах у детей / рукопись. — 1944.
- Горницкая Э. А. Эффективность лечения трансфузиями крови при дистрофиях / рукопись. — 1944.
- Горницкая Э. А. Изменения электрокардиограмм при ревматизме у детей / рукопись. — 1944.
- Горницкая Э. А. Аллергия в патогенезе инфекционных заболеваний / рукопись. — 1945.
- Горницкая Э. А. Влияние фактора голодания при экспериментальной аллергии рукопись / рукопись. — 1945.
- Горницкая Э. А. Этиопатогенез, клиника и лечение колитов : монография / рукопись. — 1946.

## Общественная деятельность
На протяжении своей трудовой жизни Э. А. Горницкая в разные годы выполняла следующие общественные нагрузки:
- Член Правления Московского Общества детских врачей;
- Член Правления Ленинградского Общества детских врачей;
- Член  Правления Всесоюзного Обществе детских врачей;
- Организатор и председатель Красноярского Общества детских врачей;
- Член президиума Всесоюзного Ревматического комитета при НКЗ СССР;
- Член Правления Ленинградского Ревматического комитета;
- Член Больничного Совета НКЗ СССР;
- Председатель Больничного Совета детских больниц при Ленгорздравотделе;
- Член Совета лечпрофпомощи детям Ленгорздравотдела;
- Председатель Совета лечпрофпомощи детям Леноблздравотдела;
- Главный педиатр Леноблздравотдела и Ленинградской области.

## Адреса в Ленинграде
До эвакуации Эдда Абрамовна Горницкая проживала по адресу: ул. Слуцкого, д. 3-б. По этому же адресу семья продолжала жить и после возвращения в Ленинград, только улице было возвращено её историческое название — Таврическая.